# Клодзко (гмина)
Клодзко (пол. Kłodzko) — сельская гмина (волость) в Польше, входит как административная единица в Клодзский повет, Нижнесилезское воеводство. Население 16 369 человек (на 31 декабря 2024 года).

## Демография
| Перепись                       | Всего   | Всего | Женщины | Женщины | Мужчины | Мужчины |
| ------------------------------ | ------- | ----- | ------- | ------- | ------- | ------- |
| Единицы                        | человек | %     | человек | %       | человек | %       |
| Население                      | 16 369  | 100   | 8328    | 50,9    | 8041    | 49,1    |
| Плотность населения (чел./км²) | 64,9    | 64,9  | 33,0    | 33,0    | 31,9    | 31,9    |

## Соседние гмины
1. Гмина Бардо
2. Гмина Быстшица-Клодзка
3. Клодзко
4. Гмина Лёндек-Здруй
5. Гмина Нова-Руда
6. Поляница-Здруй
7. Гмина Радкув
8. Гмина Стошовице
9. Гмина Щитна
10. Гмина Злоты-Сток